# Johan Gustaf Mühlenderlein
Johan Gustaf Mühlenderlein, född 11 april 1786 i S:t Laurentii församling, Östergötlands län, död 10 december 1827 i Tingstads församling, Östergötlands län, var en svensk präst.

## Biografi
Mühlenderlein föddes 1786 i S:t Laurentii församling, Söderköping. Han var son till handlanden Christoffer Mühlenderlein och Catharina Helena Nauman. Mühlenderlein blev höstterminen 1805 student vid Uppsala universitet och avlade 15 juni 1812 magisterexamen. Han blev 15 juli 1815 kollega vid Norrköpings trivialskola, tillträde direkt, 21 december 1819 kollega vid Västerviks trivialskola, tillträde 1820 och slutligen 27 augusti 1823 kollega vid Eksjö trivialskola, tillträde 1824. Mühlenderlein prästvigdes 6 juli 1822 och avlade pastoralexamen 24 september 1823. Den 20 mars 1824 blev han kyrkoherde i Tingstads församling, tillträde 1825. Han avled 1827 i Tingstads församling.